# 通用音频架构
通用音频架构（Universal Audio Architecture，缩写UAA）是微软自2002年公布的一项倡议，旨在标准化现代Microsoft Windows操作系统中现代音频设备的硬件和类驱动程序的架构。默认情况下它支持三类音频设备：USB、IEEE 1394（Firewire）和Intel High Definition Audio（支持PCI和PCI Express）。
自Windows Vista开始，微软要求所有计算机和音频设备制造商支持通用音频架构，作为取得Windows徽标的一项必要条件。

## 概述
通用音频架构的目标是解决现代Microsoft Windows产品中一个非常常见的问题——音频支持的不一致。由于缺乏音频设备将其功能向操作系统描述的共同系统，以及更缺乏控制功能的能力，音频设备制造商（如Creative Labs、Realtek、Turtle Beach等）不得不提供一系列控制面板和自定义用戶界面来让用户控制设备。反过来说，这需要内核模式驱动程序，以便用户的操作可以传达到硬件本身。在底层编写的音频驱动程序一直是Windows系统不稳定的一个常见来源，特别是使用扩展音频卡功能的游戏。这些问题促使微软在Windows Server 2003中默认禁用音频堆栈。
UAA力求通过提供音频设备可以遵循的标准化接口来解决问题，确保设备的功能可被Windows识别和有效利用，从而无需额外的驱动程序和定制的控制面板。它还提供了一个合理的保证——一个音频设备可以正常使用多年，而无需供应商提供适用于较新版本Windows的驱动程序。
UAA的另一个目标是在Windows中为多声道音频提供更好的支持，例如，无需特殊驱动程序支持即可播放多声道WMA Pro音频流。
UAA旨在成为开发WDM音频驱动程序的一个完全替代品；但是在某些情况下，符合UAA标准的音频设备可能必须暴露它才能完成UAA无法完成的功能。Windows将继续完全支持使用PortCl和AVStream驱动程序的音频驱动程序。

## 历史
2004年，微软通過一個更新程式將UAA功能提供給Windows 2000 Service Pack 4、Windows XP Service Pack 1、Windows XP Service Pack 2和Windows Server 2003。Windows XP Service Pack 3原生支援UAA。
在Windows Vista的Windows徽标程序要求中，搭载Vista的任何机器必须包含符合UAA标准、无需额外驱动程序的音频设备。